# Спурий Навтий Рутил (консул 411 года до н. э.)
Спурий Навтий Рутил (лат.  Spurius Nautius Rutilus; V век до н. э.) — римский политический деятель из патрицианского рода Навтиев, военный трибун с консульской властью 419, 416 и 404 годов до н. э., консул 411 года до н. э.
В 419 и 416 годах до н. э. Спурий Навтий входил в состав коллегии из четырёх военных трибунов. По данным Тита Ливия, оба эти трибуната были мирными. В 411 году до н. э. Рутил стал консулом совместно с Марком Папирием Мугилланом. В это время Рим, где только что закончилась эпидемия чумы, страдал от голода. Консулы разослали во все государства региона послов для закупок зерна, и город оказался настолько обезлюдевшим, что для каждого посольства нашёлся только один сенатор.
В 404 году Спурий Навтий был одним из шести военных трибунов с консульской властью. Трибуны этого года разбили вольсков в сражении между Ферентином и Эцетрами и взяли город Артена.